# 天聲人語
天聲人語（日语：天声人語）是日本《朝日新聞》晨刊中長期連載的一個社论專欄，一般有固定的评论家或者编辑部集体撰写。除了固定的休刊日以外，每天刊登一篇，没有标题，也不登作者的名字。特定的编辑部成员在一定时间内以「天声人语子」的身份匿名写作。由于它被公认为日本的规范文章，所以还常被用作大学入学考试、各企业招聘考试的试题。
天声人语始刊于1904年，根据其名称，专栏的目的在于传递「神之声，民之声」。當時由朝日新聞社內的編輯員執筆，對最近的新聞話題進行分析與評論。該專欄在二戰期間一度更名為「神風賦」，但在二戰結束后恢復原名。
天声人语专栏固定排在《朝日新闻》头版的下方，不过早期的天声人语不一定会出现在头版，比如1904年1月5日的第一篇天声人语就出现在大阪《朝日新闻》的第二版中。在纸质版《朝日新闻》中，天声人语是没有标题的，而在数字版《朝日新闻》中有标题。当天声人语以书籍的形式出版时，每篇也会赋予标题。
创刊100多年来，天声人语已经形成了自己独特的风格，每一段都会用象征性的“▼”符号隔开。其文字言简意赅，用词精准，用750字左右即可准确表达文章的观点。内容涉及政治、经济、文化、教育、体育、人物、环境、科学、医疗、社会时间等各个方面，也是日语学习者了解日本各方面并提高日语水準的经典阅读材料。

## 标题由来
天声人语的命名者为西村天囚，其解释来源于中国的经典名句「天に声あり、人をして語らしむ」，日语直译为「老百姓的声音，就是上天的圣人」。不过据高岛俊男介绍，目前并不清楚这个来自于哪里。 荒垣秀雄还写道：「原作不甚了解。」（中国古代经典作品中类似的一句是《尚书》：「天视自我民视，天听自我民听」。）
有人说它是根据拉丁语 "Vox populi vox dei"（「人民的声音就是上帝的声音」）而来的。天声人语的英译本最初在《朝日晚报》上发表时，最初是根据美国占领军报纸《星条旗报》上的"Voice of Heaven, Voice of People"直译的。但在荒垣秀雄的建议下，采用了"Vox Populi，Vox Dei"的标题。
1904年1月5日，《大阪朝日新闻》开始刊登《天声人语》，同年2月停刊，改为《鉄骨稜々》专栏，但3月又恢复为《天声人语》。《东京朝日新闻》从1913年6月1日起开始将「東人西人」作为常设评论专栏。但1940年9月1日，大阪和东京的专栏合并起名为「有題無題」。1943年1月1日，该栏目改为「神風賦」，战时继续沿用此题。直到1945年9月6日，才恢复为「天声人语」专栏。
从2019年起，每周发行两期（周三和周日）的《朝日小学生新闻》在头版上推出了儿童版天声人语，起名为「天声童语」（「天声こども語」）。

## 影响
英国文学学者行方昭夫曾指出，日本的报纸专栏，如《朝日新闻》的《天声人语》、《读卖新闻》的《編集手帳》、《每日新闻》的《余録》、《东京新闻》的《筆洗》、《日本经济新闻》的《春秋》等，在内容上与20世纪初正处于黄金时代的英国散文文学相似，他推测，尤其是《天声人语》可能受到了它的影响。

## 历代「天声人语子」
在大阪朝日新闻最初连载天声人语时，作者并非是一个人而是集体写作。最初的写作主力是西村天囚、鳥居素川、内藤湖南三人，其次是長谷川如是閑、大山郁夫、櫛田民蔵、丸山侃堂、岡野告天子、高原操、原田棟一郎、安藤正純、土屋大夢等执笔、大正初期主要是如是長谷川如是閑执笔。
最初的作者群大多都因为白虹事件退社。1924年10月6日从京都分社社长转任编辑部主任的永井瓢斎（人称「釈瓢斎」）成为天声人语的专职负责人长达十年之久，直到1936年9月26日退休。
二战后为天声人语写专栏作者如下。
- 嘉治隆一 1945年9月 - 1946年4月（在此期间，包括益田豊彦在内的几位编辑部成员也曾写过。）
- 荒垣秀雄 1946年5月 - 1963年4月
- 吉村正一郎 1948年
- 入江徳郎 1963年5月 - 1970年4月（后来JNN新闻网的主持人）
- 疋田桂一郎 1970年5月 - 1973年2月
- 深代惇郎 1973年2月 - 1975年11月
- 辰濃和男 1975年12月 - 1988年8月
- 白井健策 1988年8月 - 1995年8月
- 栗田亘 1995年8月 - 2001年3月
- 小池民男 2001年4月 - 2004年3月
- 高橋郁男 2004年4月 - 2007年3月
- 冨永格 2007年4月 - 2013年3月
- 福島申二 2007年4月 - 2016年3月
- 根本清樹 2013年4月 - 2016年3月
- 山中季広 2016年4月 -
- 有田哲文 2016年4月 -

## 關聯條目
- 特上!天聲慎吾
- 『人聲天語』:『文藝春秋』專欄。

## 外部連結
- 天声人語（页面存档备份，存于）
- 天聲人語专栏中文翻译
- ののちゃんのNIEガイド・天声人語（页面存档备份，存于）

1. 1 2 3 4  . 朝日新聞.   [2012年9月16日]. （原始内容存档于2013年4月17日）.
2. 1 2 3 4  . 朝日新聞.   [2012-02-04]. （原始内容存档于2021-01-21）.
3. ↑  高島俊男.  第3版. （株）文藝春秋. 2004年8月30日: 132-133. ISBN ISBN 4-16-759802-7 请检查|isbn=值 (帮助).
4. 1 2  . : 265.
5. 1 2  . : 267.
6. ↑  行方昭夫（编译）. . 岩波書店〈岩波文庫〉. 2009年: 226. ISBN ISBN 978-4-00-372011-0 请检查|isbn=值 (帮助).